# Pyhäjärvi (Stadt)
Pyhäjärvi [ˈpyhæjærvi] ist eine Stadt mit 4835 Einwohnern (Stand 31. Dezember 2022) in Finnland. Sie liegt je rund 170 km entfernt auf halber Strecke zwischen den Städten Oulu und Jyväskylä in der Landschaft Nordösterbotten.
Die Gemeinde Pyhäjärvi besteht seit 1866. 1993 wurden ihr die Stadtrechte verliehen, und sie änderte zu diesem Anlass ihren Namen kurzzeitig in Pyhäsalmi, machte dies aber 1996 wieder rückgängig. Das Kirchdorf der Gemeinde liegt am Nordufer des namensgebenden Sees Pyhäjärvi, der eine Fläche von rund 125 km² bedeckt und von zahlreichen Buchten, Halbinseln und Seen zergliedert ist. Weitere Siedlungen sind Hiidenkylä, Jokikylä, Kirkonkylä, Kuusenmäki, Lamminaho, Liittoperä, Parkkima, Rannankylä, Ruotanen, Salmenkylä, Haapamäki, Vuohtomäki, Lohvanperä, Pitäjänmäki und Latvanen.
Der Hauptwirtschaftszweig in Pyhäjärvi ist der Bergbau. Die vom kanadischen Konzern Inmet Mining Corporation betriebene Kupfer- und Zinkerzgrube wurde mittlerweile rund anderthalb Kilometer in die Tiefe getrieben; somit ist die Grube Pyhäsalmi eine der tiefsten Erzgruben Europas.
In Finnland ist Pyhäjärvi weiterhin für das alljährlich im Spätsommer veranstaltete Tanzfestival Täydenkuun Tanssit („Vollmondtanz“) bekannt.

## Persönlichkeiten
- Heikki Sammallahti (1886–1954), Turner